# Phyllodactylus transversalis
Phyllodactylus transversalis är en ödleart som beskrevs av  Huey 1975. Phyllodactylus transversalis ingår i släktet Phyllodactylus och familjen geckoödlor. Inga underarter finns listade i Catalogue of Life.